# غريغ أراكي
غريغ أراكي (بالإنجليزية: Gregg Araki) (و. 1959  م) هو مخرج أفلام، وكاتب سيناريو، ومونتير، ومصور سينمائي أمريكي، ولد في لوس أنجلوس.

## التعليم
تعلم في جامعة كاليفورنيا الجنوبية، وجامعة كاليفورنيا، سانتا باربرا، وكلية جامعة جنوب كاليفورنيا للفنون السينمائية ‏.

## وصلات خارجية
- غريغ أراكي على موقع IMDb (الإنجليزية)
- غريغ أراكي على موقع روتن توميتوز (الإنجليزية)
- غريغ أراكي على موقع ألو سيني (الفرنسية)
- غريغ أراكي على موقع ميوزك برينز (الإنجليزية)
- غريغ أراكي على موقع أول موفي (الإنجليزية)
- غريغ أراكي على موقع بوكس أوفيس موجو (الإنجليزية)
- غريغ أراكي على موقع قاعدة بيانات الأفلام السويدية (السويدية)
- غريغ أراكي على موقع إن إن دي بي (الإنجليزية)
- غريغ أراكي على موقع قاعدة بيانات الفيلم (الإنجليزية)
- غريغ أراكي على موقع كينوبويسك (الروسية)